# Vyklepávání zámku

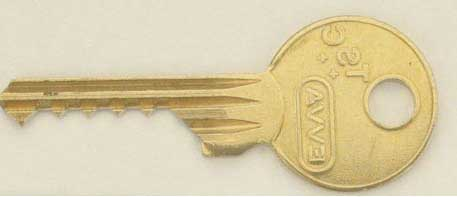
Standardní bumpkey – vyklepávací klíč

Vyklepávání zámku je nedestruktivní metoda odemykání zámků, která umožňuje otevřít některé starší zámky.
Někdy je tato metoda nazývána též Salinger-Grydilova metoda, SG-metoda, nebo složitěji nedestruktivní dynamická metoda překonávání zámků.
Metoda je známa od roku 2002 a široké medializace se jí dostalo v Nizozemsku a Německu v roce 2005. Videa a návody na vyklepávání jsou volně dostupné na Internetu. Na každý profil (typ) zámku je potřeba jeden profil klíče, tzv. vyklepávací klíč.

## Vznik metody
V ČR se k autorství tohoto způsobu odemykání zámků hlásí Petr Salinger (údajně tuto metodu zveřejnil v TV Nova v roce 2002), na anglické Wikipedii je však odkaz na patent č. 1667223, který si podal H.R. Simpson již 24. dubna 1928.